# Белонога мишка
Белоногата мишка (Peromyscus leucopus) е малък северноамерикански гризач от семейство Хомякови. Видът е естествен резервоар на различни видове хантавируси и Borrelia burgdorferi, причинител на Лаймска болест.

## Разпространение
Видът е разпространен в източните и централните части на Сивирна Америка. Северните граници на ареала са от южните части на Квебек и Онтарио на изток с откъсната популация в Нова Скотия и достигат на изток в Саскачеван в Канада. На юг продължава през източните и централните щати на САЩ без крайните югоизточни щати. В Мексико продължава на юг по карибското крайбрежие с изолирана популация на полуостров Юкатан.

## Местообитания
Белоногите мишки живеят в местообитания с разнообразни условия. Най-често се срещат в топли, сухи гори и храсталаци. Те са най-често срещаните малки гризачи в смесените гори в източната част на САЩ. В южните и западните части от ареала им са по-ограничено разпространени, като в тези места се срещат в предимно гористи и полупустинни местности в близост до водни източници. В южната част на Мексико се срещат главно в селскостопански райони.

## Морфологични особености
Общата дължина на тялото варира от 150 до 205 mm, като на опашката се падат 65 до 95 mm. Теглото варира от 15 на 25 грама. Горната част на тялото е от бледо до тъмно червеникаво-кафява, а коремът и краката са бели.

## Размножаване
В северните популации на тази мишка, размножаването има изразена сезонност, която продължава от март до октомври. В южните популации сезонността се удължава с увеличаване на топлите месеци като в южната част на Мексико размножаването е целогодишно. Бременността е 22-28 дни. При раждането малките са слепи. Очите им обикновено се отварят на около 2 седмици, като малките се отбиват около 1 седмица по-късно. Те са готови да се чифтосват на средна възраст от 44 дни през северните популации и 38 дни в южните популации. Раждат по 2 до 4 пъти годишно, като всяко котило е представено от 2 до 9 малки. В плен белоногите мишки могат да живеят няколко, но в дивата природа се наблюдава почти пълно ежегодно обновяване на популацията.